# Resolución 1147 del Consejo de Seguridad de las Naciones Unidas
La resolución 1147 del Consejo de Seguridad de las Naciones Unidas, aprobada por unanimidad el 13 de enero de 1998, tras recordar resoluciones anteriores sobre Croacia, incluidas las resoluciones 779 (1992), 981 (1995), 1025 (1995), 1038 (1996), 1066 (1996), 1093 (1997) y 1119 (1997), autorizó a la Misión de Observadores de las Naciones Unidas en Prevlaka (MONUP) a seguir supervisando la desmilitarización en la zona de la península de Prevlaka en Croacia hasta el 15 de julio de 1998.
El Consejo acogió con satisfacción el hecho de que Croacia y la República Federativa de Yugoslavia (Serbia y Montenegro) hubieran avanzado en la adopción de sugerencias prácticas propuestas por los observadores militares de las Naciones Unidas en mayo de 1996 a fin de reducir la tensión y mejorar la seguridad en la zona, además de resolver la controversia de Prevlaka. Se expresó preocupación por las violaciones de larga data del régimen de desmilitarización, pero se señaló que éstas habían ocurrido con menor frecuencia. La presencia de observadores militares de las Naciones Unidas siguió siendo esencial para las negociaciones.
Se instó a las partes a que aplicaran plenamente el acuerdo sobre la normalización de sus relaciones, se abstuvieran de la violencia y garantizaran la libertad de movimiento a los observadores de las Naciones Unidas. Se pidió al Secretario General Kofi Annan que informara al Consejo, antes del 5 de julio de 1998, sobre la situación en lo que respecta a los progresos realizados hacia una solución pacífica de la disputa entre ambos países. Por último, se exigió a la Fuerza de Estabilización, autorizada en la Resolución 1088 (1996), que cooperara con la MONUP.